# Masayuki Uemura
Masayuki Uemura (japonès: 上村雅之)  (Tòquio, 20 de juny de 1943 - Akita, 6 de desembre de 2021) va ser un enginyer japonès, productor de videojocs i professor. Va treballar a Nintendo de 1971 a 2004, sent com un factor clau en el desenvolupament de la Nintendo Entertainment System.
Antic empleat de Sharp Corporation, Uemura es va incorporar a Nintendo el 1971 treballant amb Gunpei Yokoi i Genyo Takeda en la tecnologia de cèl·lules solars per al joc arcade Laser Clay Shooting System. Després de convertir-se en director general de Nintendo R&amp;D2, Uemura va ser l'arquitecte principal de les consoles de jocs Nintendo Entertainment System i Super NES. Es va retirar de Nintendo el 2004 i es va convertir en director del Centre d'Estudis de Jocs de la Universitat de Ritsumeikan.

## Educació
Uemura es va graduar a l'Institut de Tecnologia de Chiba amb un títol en enginyeria electrònica. Va escriure en la seva autobiografia que va gaudir molt dels seus anys d'aprenentatge.

## Carrera
Uemura va treballar originalment a la Sharp Corporation després de graduar-se a la universitat, venent bateries solars. Va vendre tecnologia fotocèl·lular a diverses companyies, incloent-hi Nintendo, que la va fer servir per a un producte d'armes lleugeres, anomenat "pistola de raigs". Gunpei Yokoi, el dissenyador principal de joguines de Nintendo en aquell moment, va discutir amb ell la possibilitat d'utilitzar les cèl·lules solars de Sharp en alguns productes, fent servir les seves capacitats de detecció de llum per a un joc de tir. Així, juntament amb Genyo Takeda, van produir jocs d'armes de llum electrònica on l'arma disparava un raig de llum a les fotocel·les, que actuaria com a blanc. Després que Uemura va ser contractat per a Nintendo el 1971, van llançar el Laser Clay Shot System el gener de 1973, un joc d'arcade on els jugadors han de disparar a imatges projectades de coloms, amb trets registrats per fotoreceptors. Encara que inicialment va tenir èxit, la crisi del petroli de 1973 va portar a la cancel·lació de la majoria de les comandes per a la màquina, deixant a Nintendo, que va invertir diners per a expandir el negoci, amb aproximadament 5 mil milions de iens de deute. A mesura que l'empresa es va recuperar, van produir una versió miniaturitzada del concepte per al mercat d'origen, Duck Hunt de 1976, un èxit que posteriorment s'adaptaria al videojoc de 1984 del mateix nom.
Quan el llavors president de Nintendo, Hiroshi Yamauchi, va dividir a Nintendo en divisions separades de recerca i desenvolupament, va nomenar a Uemara com a cap de R&D2, una divisió que se centrava en el maquinari. Uemura va liderar el desenvolupament de la línia Color TV-Game de consoles dedicades.
El novembre de 1981, Uemura va rebre una trucada telefònica de Yamauchi, qui li va demanar que fes "alguna cosa que et permetés jugar jocs d'arcade en la teva TV a casa". Col·laborant amb Ricoh, ell i el seu equip van començar a crear un sistema que podria ampliar l'èxit del joc de Nintendo Donkey Kong. Treta el juliol de 1983, aquesta consola es va convertir en el Family Computer (conegut comunament pel terme anglo-japonès Famicom), una consola de 8 bits que feia servir cartutxos intercanviables. Malgrat el pessimisme inicial de la consola, aviat va resultar ser un èxit, venent 2,5 milions d'unitats a la fi de 1984. A causa de la crisi de videojocs de 1983, quan els consumidors tenien poca confiança en les consoles a causa d'un control de qualitat deficient, el Famicom va sofrir un redisseny quan va ser portat als Estats Units, el seu primer mercat occidental. La ranura del cartutx es va canviar per imitar la coberta d'un VCR i per a reduir el risc de l'electricitat estàtica en climes més secs, mentre que el NES Zapper va ser agregat per a apel·lar a l'interès dels estatunidencs en les armes. Rebatejat com el Nintendo Entertainment System (NES), la consola també tindria èxit a altres països. Uemura llavors va dissenyar el Sistema de Disc de Famicom, un complement per al Famicom que permetia jocs en discos flexibles.
El 1988, Uemura va començar a dissenyar el Super Famicom, el successor de 16 bits del Famicom, que es mostraria a la premsa japonesa. Ell i el seu equip van treballar amb Ken Kutaragi, un enginyer de Sony que va dissenyar el xip de so del sistema i després desenvoluparia la PlayStation. Llançat per primera vegada al Japó el 1990, seria batejat Super Nintendo Entertainment System a Occident. El 1995, el seu equip va llançar el Satellaview, un complement per al Super Famicom que permet als jugadors descarregar el contingut a través de la transmissió per satèl·lit.
Durant el seu temps a Nintendo, també va produir videojocs, com a Soccer, Baseball, Golf, Clu Clu Land i Ice Climber.
Uemura es va retirar de Nintendo el 2004, sent assessor del Departament de Recerca i Enginyeria. Es va convertir en professor de la Universitat de Ritsumeikan, investigant i ensenyant sobre videojocs.
El 26 de febrer de 2020, Uemura va parlar en el Museu Nacional de Videojocs del Regne Unit sobre la seva carrera.
Uemura va morir el 6 de desembre de 2021, a l'edat de 78 anys.